# 竹園町 (屏東市)

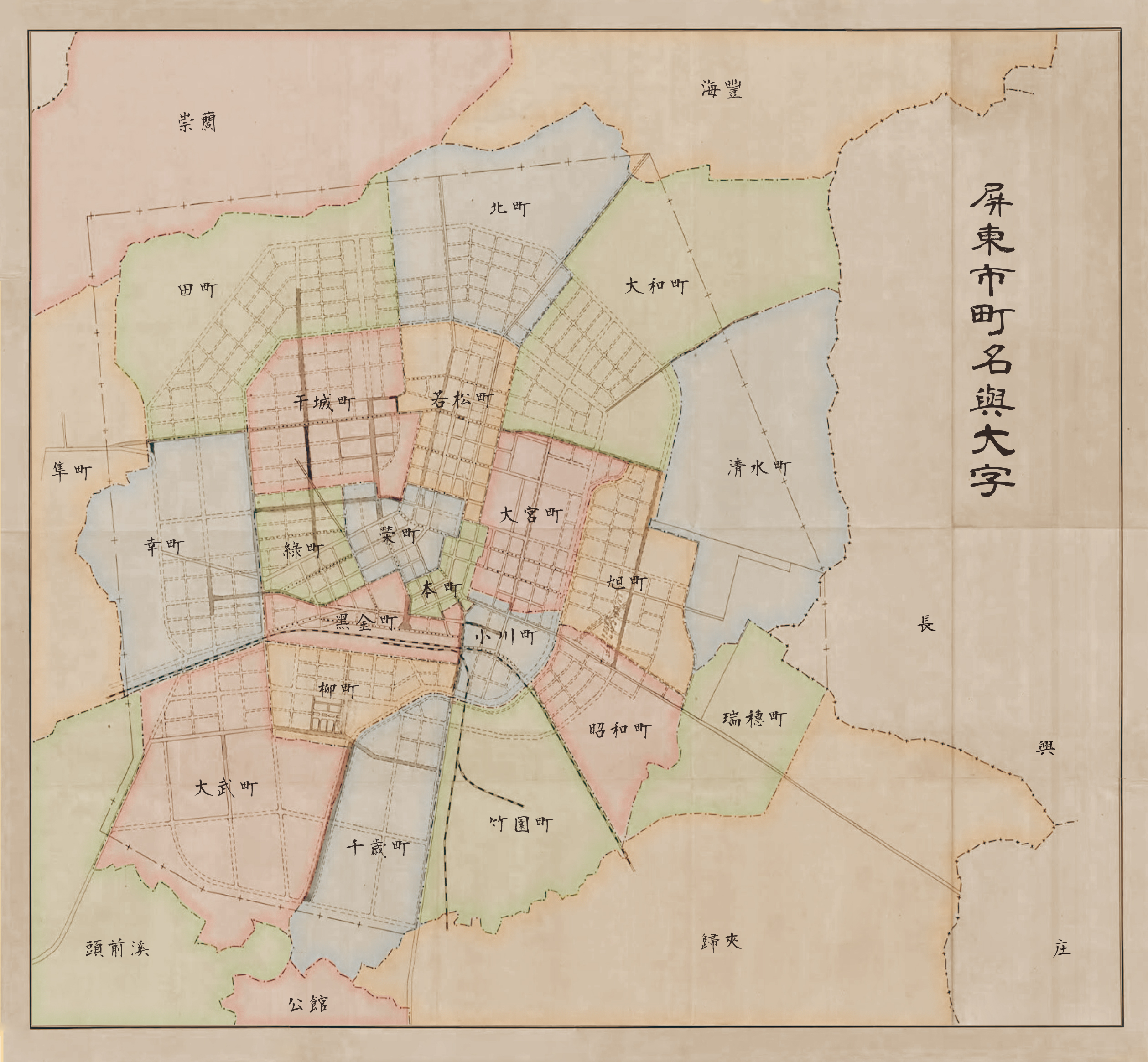
屏東市町名與大字

竹園町為屏東市在台灣日治時期的一個行政區，於1939年4月1日設立，為屏東市的21個町之一。竹園町的範圍原屬屏東市的歸來大字，其町名來自糖廠內的名勝「瑞竹」。竹園町的範圍為現今地籍福光段，大約為光華里、一心里和義勇里。

## 町內設施

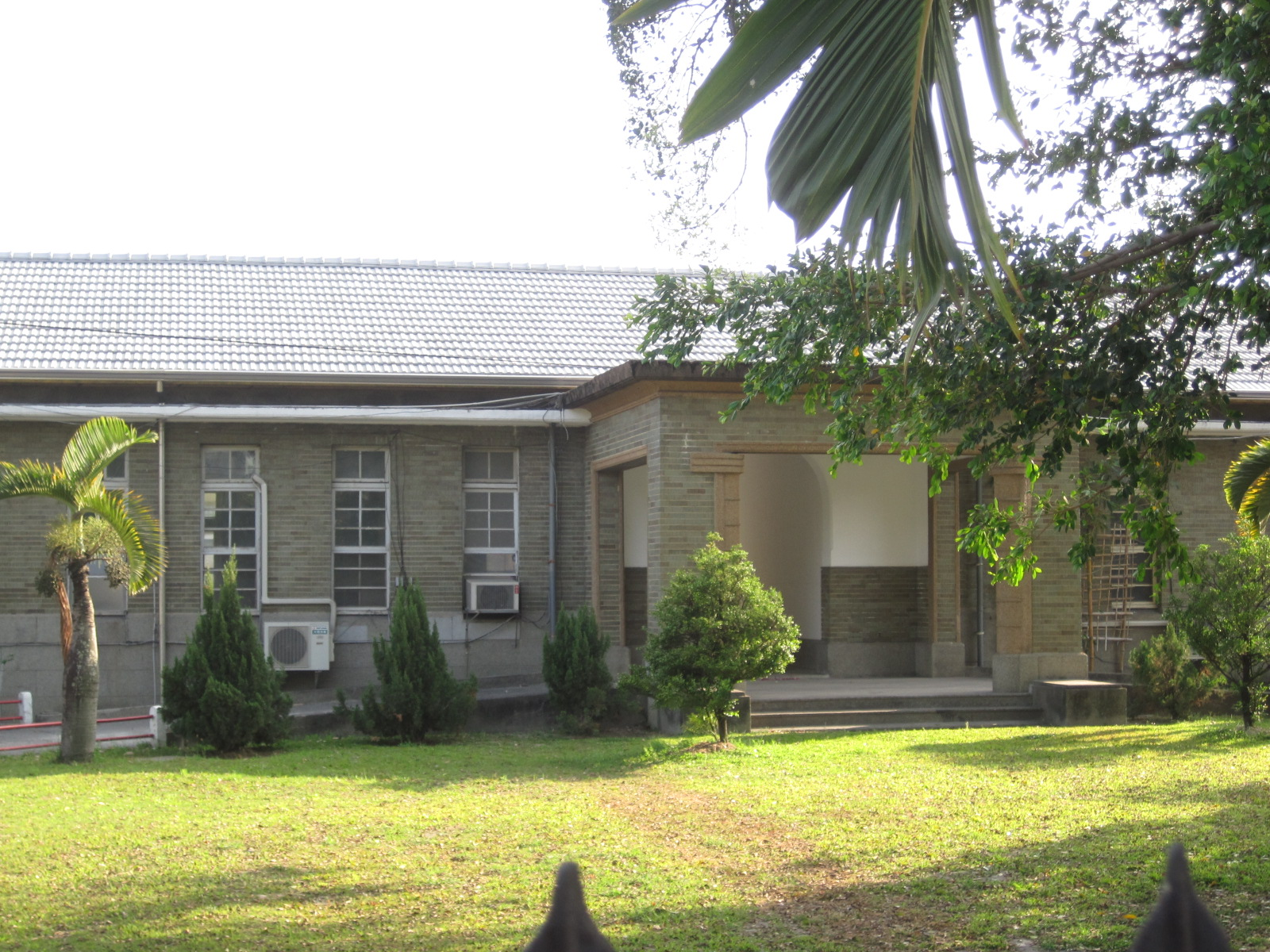
阿緱工場辦公廳舍

- 臺灣製糖株式會社本社

- 臺灣製糖株式會社阿緱工場（屏東糖廠）[1]